# Elle
«Elle» («Елль», з французької «Вона») — міжнародний жіночий журнал про моду, красу, здоров'я та розваги. Випускається в 29 версіях у понад 60-ти країнах світу. Видання виходить щомісяця, а у Франції — щотижня.
Журнал Elle в 1945 році звснувала у Франції Елен Гордон. У 2007 був запущений вебсайт Elle.com. У США журнал Elle щорічно проводить церемонію нагородження Women in Hollywood, лауреатками якої стають найзнаменитіші жінки Голлівуду — акторки, продюсерки, режисерки. «Elle» має власну колекцію одягу «Elle Contemporary Collection».

## Елен Гордон
Французька журналістка Елен Гордон була емігранткою з Ростова-на-Дону, дочкою російського тютюнового короля Бориса Гордона. Сім'я поїхала до Парижа, коли почався Жовтневий переворот. Борис Гордон встиг перевести свої статки в європейські банки, тому за кордоном родина жила у розкоші. У дитинстві Елен жила в різних столицях Європи, але більшу частину часу її будинком був Париж.
У 19 років вона одружилася і народила дочку Мішель, у 22 роки розлучилася і записалася на факультет етнології університету Сорбонни. Пізніше вмовила вчених взяти її з собою в Малі досліджувати плем'я догонів. Після повернення вона вирішила стати журналісткою. Гордон послала свої подорожні нотатки видавцеві П'єру Лазареффу, і вже наступного дня вони були надруковані в його газеті, а її запросили вести дитячу рубрику. Елен Гордон всерйоз цікавилася процесами видання: версткою, друкуванням, розповсюдженням. Вона вивчала листи читачок, щоб зрозуміти, чого жінки чекають від преси.
У 1939 році Елен Гордон одружилася з П'єром Лазареффом. Незабаром після цього подружжя, яке мало єврейське походження, було змушене тікати з Франції. Вони поїхали в Нью-Йорк, де Гордон, яка добре знала англійську, швидко знайшла роботу: співпрацювала із журналом Harper's Bazaar, а також з одним із додатків New York Times. У 1944 році чоловік повернувся до Франції і створив щоденну газету France-Soir (статті про події різного роду, кримінальна хроніка, замітки про скандали, світські плітки), ставши першим у Європі медіамагнатом.

## Історія створення
Гордон, натхненна успіхами чоловіка, після повернення до Франції відкрила власну редакцію в будівлі газети France-Soir. Спочатку для запуску видання у неї не було нічого. Але талановита дурналістка домовилася з письменницею Колетт про написання розповіді для журналу, а також організувала друк у США, завдяки чому Elle першим з французьких видань вийшов із кольоровою обкладинкою. Але головним досягненням Гордон було те, що вона відчула, що в важкий повоєнний час жінкам хочеться свободи і позитивного погляду на світ — «смішного у важливому, серйозного в легковажному».
Перший номер щотижневого видання Elle вийшов 21 листопада 1945. Емансипований журнал швидко став успішним і до кінця 1960-х років мав аудиторію в 800 тисяч читачок. У той час його гаслом були слова: «Якщо вона читає, вона читає Elle».

### Зміна керівництва
У 1981 році Даніель Філіпачі і Жан-Люк Лагардера викупили видання серії «Hachette», в число яких входив і Elle. Після цього журнал набув статусу міжнародного видання, і вийшов спочатку на ринок Великої Британії (1985 рік), а потім і США (1988 рік). Elle Росія з'явився в 1996 році, а українська версія — в 2001.

### Зміна статусу видання
У 2005 році Elle був зареєстрований як рекламне видання, що дозволило розміщувати на його сторінках понад 40 % рекламних матеріалів. Видавці стверджують, що після перереєстрації в журналі розміщується не більше 44 % реклами, не рахуючи продакт-плейсменту.

## Концепція
Унікальна концепція Elle — розгляд моди через спосіб життя. Журнал дотримується принципу «Змішувати і поєднувати» (англ. «mix & match»), коли моделі люксових брендів складають один комплект із речами середньої цінової категорії. Такий підхід демонструє головний закон Elle: індивідуальний стиль важливіший від сьогоденних течій моди. У журналі публікуються статті про красу, огляди косметичних новинок, новини про зірок, замітки про подорожі. У кожен номер Elle вкладаються пробники косметики та парфумерії. Видання дає рекомендації, але не нав'язує власні уявлення про стиль.

## Зміст
У першому номері Elle давалися поради, як залишатися вільною і привабливою, незважаючи на дефіцит та харчування за талонами, як перешити старі сукні, щоб вони знову стали модними. Крім цього, у першому номері був поміщений рецепт французької страви крок-месьє з чорною редькою і сирками Petits suisses. Згодом на сторінках журналу розміщувалися теми про вибори та рух панків, про травень 1968 року і статистику розлучень у Буркіна-Фасо, про аборти і контрацепцію.
Елен Гордон відкрила світові талант Бріжіт Бардо і Андре Куррежа, а також випустила лінію одягу Elle. Із журналом співпрацювала Коко Шанель, яку Гордон підтримала в 1954 році, коли її створена після 15-річної перерви колекція не знайшла успіху в Європі: видавниця заявила, що цей одяг — провісник прийдешнього перевороту в моді. Також завдяки протекції Гордон став знаменитим дизайнер Юбер де Живанші, а в 1962 році вона однією з перших захопилася незвичністю колекції Соні Рікель.
В даний час журнал має такі основні розділи: «Стиль», «Мода», «Краса», «Стиль життя». Elle містить практичні поради від професіоналок про формування базового гардероба, оптимальне дотримання модних тенденцій, нові ідеї в зачісці і макіяжі, вибір засобів для догляду за шкірою. Також видання пропонує огляди новинок кіно, літератури, музики.

## Аудиторія
Журнал Elle призначений для жінок, які цікавляться модою і піклуються про свою зовнішність. 82 % читачок знаходяться у віці від 18-ти до 49 років. 78 % з читачок — передплатниці. Інші 27 % купують журнал в магазинах і кіосках. У відповідності до змісту журналу, для представниць його аудиторії характерні відкритість, незалежність, жіночність, чарівність, допитливість, іронічність. Читачки Elle самостійні і платоспроможні. Загальна аудиторія журналу становить понад 5 мільйонів людей, а від 5 до 10 % з них — чоловіки.
«Наші читачки досить молоді, щоб думати про життя як про пригоду, і досить дорослі, щоб мати гроші для розкоші» (Роббі Маєрс, головний редактор Elle США)

## Видання
На батьківщині журналу, у Франції, він належить медіагрупі Lagardere, яка володіє видавництвом Hachette Filipacchi. У США журнал випускається Hachette Filipacchi Media US, у Німеччині — Hubert Burda Media, у Канаді — Cedex France Canada Editions Et Publications, у Росії — Hearst Shkulev Media.
Також випускаються видання бренду Elle:
- Elle Decoration (Elle Décor) — щомісячний журнал про сучасний інтер'єр, де публікуються останні тенденції в оформленні приміщень, ексклюзивні інтерв'ю із дизайнерами та архітекторами, фотографії найкращих будинків світу, практичні поради з декору. Видання призначене для тих, хто прагне виразити власну індивідуальність за допомогою домашнього інтер'єру. Читачки журналу вимогливо ставляться до якості житла, цікавляться модою, готові реалізовувати власні ідеї в декорі приміщення. Elle Decoration випускається в 25-ти країнах світу. Слоган видання — «Час змінити декорації!».
- Elle Girl — щомісячний журнал для дівчат віком від 14-ти до 23х років, в якому містяться поради щодо створення іміджу, статті про любов і відносини, замітки про знаменитостей. Видання слідує традиціям Elle і надає читачкам постійно нові відомості про моду. Журнал призначений для дівчат, які хочуть бути жіночними і стильними, самостійними і внутрішньо вільними. Друковане видання Elle Girl виходить у Росії, Кореї, Тайвані, Японії та Нідерландах. Слоган видання — «Модний журнал для модних дівчат».
- Elle Deluxe — щоквартальний журнал про розкіш і цінності, де містяться статті про діяльність людей з великими можливостями, огляди предметів класу люкс, інтерв'ю із зірками світової величини, замітки про місця відпочинку для обраних. Виходить з 2006 року. Elle Deluxe — проект винятково ИД Hearst Shkulev Media, що видається під брендом Elle. Ось як журнал визначає свою читацьку аудиторію: "Вони вміють носити діамантові тіари і відкривають органічні ферми. Знають все про артаукціони і самі водять літаки. Із закритими очима розрізняють букети вин і проводять відпустку в амазонських глибинах далеко від цивілізації". Слоган видання — «Стиль життя Deluxe».

## Вебсайти Elle
У світі існує 29 інтернет сайтів Elle — відповідно до кількості друкованих версій журналу. Український ресурс elle.com.ua відкрився останнім — в березні 2012 року. Всі сайти Elle мають схожу структуру. Основні розділи ресурсів: «Мода», «Шопінг», «Стиль життя», «Астро», «Стосунки», «Краса», «Люди» (або «Зірковий стиль», «Поп-культура» і тому подібне). Всі сайти Elle регулярно публікують новинні замітки про моду і знаменитостей. Ресурси в окремих країнах мають власні рубрики. Так, наприклад, італійський сайт має розділи «Весілля» і «Кулінарні рецепти», український — «Travel», сайт Квебека — розділ «Суспільство».
За підрахунками, на 29 сайтів заходить близько 1 мільйона людей, які щомісячно переглядають 26 мільйонів сторінок.

## Головні редакторки ELLE
- Франція — Валері Туронян;
- США — Роберта (Роббі) Майерс[en];
- Велика Британія — Дженіфер Дікінсон;
- Україна — Софія Забуга.

## Обкладинки Elle Magazine [Ukraine]
- Поппі Делевіль (модель), (Вересень 2013)
- Ріанн тен Гакен (модель), (Серпень 2013)
- Мілла Йовович (американська акторка, модель), (Липень 2013)
- Ріанна (американська співачка, акторка, філантропка та дизайнерка), (Червень 2013)